# Alois Grebeníček
Alois Grebeníček (5. ledna 1922 Jalubí – 27. července 2003 Uherské Hradiště) byl československý vyšetřovatel Státní bezpečnosti a dlouholetý předseda Jednotného zemědělského družstva ve Starém Městě u Uherského Hradiště, otec bývalého předsedy Komunistické strany Čech a Moravy Miroslava Grebeníčka. Od roku 1997 byl trestně stíhán a policejním orgánem obviněn a Státním zastupitelstvím obžalován kvůli mučení vězňů, kterého se měl dopustit na přelomu čtyřicátých a padesátých let 20. století. Kvůli průtahům a špatnému zdravotnímu stavu obžalovaného ale soud nerozhodl o vině a trestu.

## Život
Narodil se v Jalubí (okres Uherské Hradiště), kde absolvoval osm let školní docházky. Vyučil se řezníkem a tuto profesi také před válkou a po jejím počátku vykonával. V roce 1942 byl zatčen gestapem pro ilegální činnost, poté byl nacisty vězněn v koncentračních táborech Osvětim a Buchenwald. Po válce mu byl udělen Československý válečný kříž 1939 za osvobození Československé republiky.
V letech 1945 až 1951 pracoval Alois Grebeníček jako vyšetřovatel Státní bezpečnosti na Krajském velitelství StB v Uherském Hradišti. Postupně se vypracoval z řadového vyšetřujícího příslušníka až do hodnosti podporučíka, na pozici zástupce velitele vyšetřovacího oddělení. Jako vyšetřovatel, podle svědectví některých politických vězňů, během výslechů krutě týral a mučil vyšetřované. Podle Karla Procházky, strýce poslance KDU-ČSL Stanislava Juránka, patřil k nejmírnějším. V době svého působení v Uherském Hradišti nahlásil nadřízeným používání protiprávních mučících metod vůči vězňům ze strany Ludvíka Hlavačky, pozdějšího velitele Pohraniční stráže.  Pro neshody s nadřízenými Alois Grebeníček 31. ledna 1952 z řad Státní bezpečnosti sám na vlastní žádost odešel. V roce 1954 podal žádost o znovupřijetí do řad StB, ta však byla zamítnuta.
Po odchodu z řad StB pracoval Grebeníček krátce jako dělník ve slévárně, potom v letech 1952–1954 jako kontrolor krajské pobočky ministerstva státní kontroly, mezi léty 1954 a 1956 jako tajemník místního národního výboru. Od roku 1956 pracoval Alois Grebeníček v zemědělství, stal se předsedou Jednotného zemědělského družstva ve Starém Městě u Uherského Hradiště. V roce 1979 odešel do důchodu.
Po roce 1989 šetřil činnost Aloise Grebeníčka coby vyšetřovatele uherskohradišťské StB Úřad dokumentace a vyšetřování zločinů komunismu. ÚDV nakonec v roce 1996 navrhl podat na Aloise Grebeníčka obžalobu pro trestný čin ublížení na zdraví. Návrh byl podán také na další dva bývalé příslušníky StB v Uherském Hradišti, a to na Vladimíra Zavadilíka a Ludvíka Hlavačku.
Státní zastupitelství v Uherském Hradišti podalo na všechny tři zmíněné osoby obžalobu v únoru 1997. Soudní líčení s Aloisem Grebeníčkem se mělo konat v dubnu 2002. Bylo však několikrát odročeno, jednou pro nemoc obhájce obžalovaného, jinak pro špatný zdravotní stav Aloise Grebeníčka. Předseda Konfederace politických vězňů České republiky Stanislav Drobný kritizoval postup soudu, a vyslovil domněnku, že soudkyně Radomíra Veselá, bývalá členka Komunistické strany Československa, protahuje řízení záměrně, aby Grebeníčkovi pomohla. Soudní stíhání bylo nakonec zastaveno v červenci 2003 z důvodu úmrtí obžalovaného, soud tak nikdy nevynesl pravomocný rozsudek o vině nebo nevině obžalovaného Grebeníčka.

## Umělecké zpracování
Stal se podnětem pro jednu z postav seriálu Na lavici obžalovaných justice.[zdroj?]